# 来雁塔 (广元市)
来雁塔位于四川省广元市利州区，文物遗址年代判定为清。2012年7月16日公布为第八批四川省文物保护单位。
来雁塔位于四川省广元市利州区南陵村，嘉陵江南岸印台山上，该塔始建于清同治十一年，清光绪六年竣工。塔的形制为楼阁式石塔，平面呈八角形，十三层，高36公尺。塔的外形挺拔秀丽，向上每层逐渐收缩，塔底层东面开门，其余各面作假窗，以上各层每面也设门窗。塔簷用条石叠涩三层排出，顶端有铁制塔刹。塔的内部采用传统的双筒卷拱组合的建造方法，内有盘旋式石梯，层层上达。该塔还保存有石刻对联，题额及25个小龛。来雁塔是广元市保存最完整的塔之一，为古建筑的研究提供了可靠的研究价值。来雁塔保存有四通清代碑刻，其《塔名记》最为珍贵，是研究来雁塔的重要史料。1988年，来雁塔被广元市人民政府公布为市级文物保护单位。